# 戈爾達什夫卡
48°13′25″N 29°42′38″E / 48.22361°N 29.71056°E
戈爾達什夫卡（烏克蘭語：Голдашівка），是烏克蘭的村落，位於該國西南部文尼察州，由海辛區負責管轄，始建於1700年，面積34.6平方公里，海拔高度153米，2001年人口1,017。